# Fontanelas
Las fontanelas (del latín fontanella, "ventana pequeña"), también denominadas puntos blandos, son las separaciones que, durante aproximadamente 12 a 18 meses, se observan, como parte del desarrollo normal, entre los huesos del cráneo de un bebé, en el sitio donde, en la edad adulta, se formarán las suturas. Después de ese lapso suelen fusionarse, y así permanecerán durante toda la vida adulta de un ser humano.

## Estructura anatómica del cráneo de un bebé
El cráneo de un bebé está conformado por seis huesos craneales separados: el hueso frontal, el hueso occipital, 2 huesos parietales, 2 huesos temporales, esfenoides y etmoides. Estos huesos se mantienen unidos por tejidos elásticos, fibrosos y fuertes denominados «suturas craneales».
Generalmente se observan dos fontanelas en el cráneo de un recién nacido: una en la parte superior en la mitad, justo hacia delante del centro, y otra en la parte de atrás en la mitad. Al igual que las suturas, las fontanelas gradualmente se convierten en áreas óseas cerradas y sólidas. La fontanela posterior (en la parte de atrás de la cabeza) generalmente se cierra para el momento en que el bebé tiene 1 o 2 meses de edad o ya puede estar cerrada al nacer. La fontanela anterior (en la parte de arriba de la cabeza) generalmente se cierra en algún momento entre los 15 y los 21 meses de edad. 
Las suturas y fontanelas son necesarias para el nacimiento, desarrollo y el crecimiento del cerebro del bebé. Durante el parto, la flexibilidad de estas fibras permite que los huesos se superpongan, de tal manera que la cabeza pueda pasar a través del canal de parto sin que se presione ni se dañe el cerebro del bebé.

## Terminología
- La fontanela anterior o fontanela bregmática, de forma cuadrangular, está situada entre los dos parietales y las dos mitades del frontal.

- La fontanela posterior o fontanela lambdoidea ocupa el espacio triangular entre los parietales y la concha del occipital.

- Otras fontanelas constantes son la fontanela ptérica o fontanela anterolateral y la fontanela astérica o fontanela posterolateral.

## Las fontanelas y la presión intracraneal
La palpación de las suturas y de las fontanelas craneales es uno de los medios para determinar el crecimiento y el desarrollo de los niños. La presión intracraneal puede sospecharse como aumentada o disminuida palpando la tensión de las fontanelas, las cuales deben ser planas y firmes. Las fontanelas abultadas o que protruyen son un indicio de un aumento en la presión dentro del cerebro. En este caso, posiblemente sea necesario utilizar técnicas imagenológicas como, por ejemplo, una tomografía computarizada (TC) o una imagen por resonancia magnética (IRM). Asimismo, se puede necesitar la cirugía para aliviar el incremento en la presión. Las fontanelas hundidas y deprimidas son indicadoras de deshidratación.
La revisión de las fontanelas permite hacer una valoración del crecimiento del cráneo, y su cierre prematuro hace sospechar de craneosinostosis, es decir, de la unión prematura de los huesos del cráneo que, cuando existe, se puede valorar desde los primeros días. El cierre prematuro de fontanelas no debe confundirse con el cierre patológico, siendo este último el que se aprecia en craneosinostosis. La forma correcta de examinarlas consiste en colocar al niño en posición semisentada entre las piernas y los brazos de la madre. En condiciones no patológicas, las fontanelas están deprimidas (hundidas) y laten.